# Олиги Нгема, Брис
Брис Клотер Олиги Нгема (фр. Brice Clothaire Oligui Nguema; род. 3 марта 1975, Нгуони, Верхнее Огове) — габонский военный и государственный деятель, генерал армии, президент Габона с 3 мая 2025 года, ранее занимавший эту должность в переходный период с 2023 года, главнокомандующий Республиканской гвардией Габона. Председатель Комитета по переходному периоду и восстановлению институтов (2023—2025).
Будучи командующим габонской республиканской гвардией, сыграл ключевую роль в военном перевороте 30 августа 2023 года, в ходе которого был свергнут президент Али Бонго, двоюродный брат Бриса. С этого дня Олиги де-факто стал главой государства, а 4 сентября официально был приведён к присяге как президент переходного периода. Олиги баллотировался в президенты на выборах 2025 года, и был избран, набрав 94,85 % голосов.

## Происхождение
Брис Олиги Нгема родился в 1974 или 1975 году в семье матери-батеке и отца-фанга. Он, как и Бонго, родом из Верхнего Огове на востоке Габона.
Олиги является членом семьи свергнутого президента, его мать приходилась двоюродной сестрой президенту Омару Бонго. Его отец был военным офицером.
Олиги воспитывался в основном своей матерью в Верхнем Огове.
Обучался в Университете Омар-Бонго.

## Карьера

### Начало
Олиги учился в Королевской военной академии Мекнеса в Марокко Он служил адъютантом президента Омара Бонго до его смерти в 2009 году.

### Военный атташе
После победы Али Бонго на президентских выборов 2009 года Брис Олиги Нгема был назначен военным атташе посольства Габона в Марокко, а затем в Сенегале, что он сам назвал «изгнанием».

### Командующий гвардией
В октябре 2018 года его отозвали в Габон, где он заменил полковника Фредерика Бонго, сводного брата Али Бонго Ондимбы, на должности главы разведывательной службы Республиканской гвардии — Главного управления специальных служб. В апреле 2019 года был повышен до бригадного генерала.
Олиги принял на себя командование Республиканской гвардией Габона в апреле 2020 года, заменив генерала Грегуара Куна, двоюродного брата прежнего президента Али Бонго. Он значительно реформировал Отдел особых вмешательств — специальное подразделение, находящееся в прямом подчинении президента, оснастив современным оборудованием и увеличив его численность примерно с 30 до более чем 300 сотрудников. Он также сочиняет песню, включающую, среди прочего, такую строчку: «Я буду защищать своего президента с честью и преданностью».

## Военный переворот 2023 года
После военного переворота в Габоне 2023 года, в ходе которого был отстранён от власти президент Али Бонго, Комитет по переходу и восстановлению институтов назначил Олиги временным президентом Габона в объявлении, которое транслировалось по государственному телевидению. Затем его носили на плечах ликующие военнослужащие, называя «президентом».
Позже в тот же день в интервью журналу «Монд» он назвал Бонго «отставным» и сказал, что военные устроили переворот из-за недовольства, которое растёт в стране после инсульта Бонго в 2018 году, его решения баллотироваться на третий срок, пренебрежения конституцией страны и отказа проводить выборы. Его назначение временным президентом было позже подтверждено другими генералами.
4 сентября 2023 года Олиги был официально приведён к присяге в качестве президента переходного периода в президентском дворце в Либревиле. На церемонии присутствовали бывшие (до 30 августа) премьер-министр и вице-президент, председатели обеих палат Парламента.

## Переходный период
В своей инаугурационной речи Брис Олиги пообещал провести «свободные, прозрачные и заслуживающие доверия» выборы для восстановления гражданского правления, однако не называя их определённых сроков. Он также объявил о формировании нового правительства в ближайшие дни, предложил разработать новое избирательное и уголовное законодательства, обещал добиваться участия всех «основных групп» Габона в разработке новой конституции, которая «будет принята на референдуме», освободить всех политических заключённых и содействовать возвращению «всех изгнанников» из-за границы. Кроме того, Олиги предупредил лидеров бизнеса, что больше не будет мириться с коррупцией, объявил о планах изменить недейственную пенсионную систему Габона.
4 сентября, в день инаугурации, была обнародована Переходная хартия, которой будут следовать до принятия новой конституции и проведения новых выборов. Согласно документу, президент переходного периода вполне может быть кандидатом на следующих президентских выборах в Габоне.
5 сентября Олиги принял президента Центральноафриканской Республики Фостена-Арканжа Туадеру, назначенного ЭКОЦАС «посредником политического процесса» в Габоне.
6 сентября Олиги назначил Дьедонне Аба’а Овоно председателем Конституционного суда, сменив Мари-Мадлен Мборантсуо.
7 сентября Олиги назначил Раймона Ндонга Симу премьер-министром переходного периода. 9 сентября был оглашён состав переходного правительства.
11 сентября Олиги назначил на переходный период Жан-Франсуа Ндонгу председателем Национального собрания, а Полетт Миссамбо председательницей Сената.
12 сентября Олиги назначил на переходный период Жозефа Овондо Берре на должность вице-президента.
19 сентября совершил первый официальный визит в качестве главы государства в Малабо, Экваториальная Гвинея. Там встретился с президентом страны Теодоро Обиангом Нгемой Мбасого.
1 октября совершил однодневный визит в Республику Конго. В Ойо, Кювет, состоялась встреча один на один и обед с президентом Республики Конго Дени Сассу-Нгессо.
7 октября Олиги назначил на переходный период 98 членов Национального собрания и 70 членов Сената.
В октябре отказался от своей президентской зарплаты, заявив, что будет получать зарплату только в качестве главы республиканской гвардии.
В марте 2025 года Олиги объявил, что будет баллотироваться на пост президента Габона на президентских выборах 12 апреля 2025 года. В преддверии выборов Олиги создал свою политическую платформу «Объединение строителей». Он был избран, набрав более 90 % голосов, и вступил в должность 3 мая.

## Обвинения в коррупции
В габонских кругах его считают миллионером. Согласно расследованию, проведённому в 2020 году Центром по исследованию коррупции и организованной преступности, Брис Олиги владеет несколькими объектами недвижимости в США стоимостью более 1 миллиона долларов. Отвечая на вопрос об этих сделках, он сказал, что это «личное дело».
Одним из первых шагов после прихода Олиги к власти стало задержание подозреваемых в коррупции лиц, таких как Нуреддин Бонго, сын бывшего президента Али Бонго.

## Оценка личности
Официальные лица режима Бонго и другие, кто общался с Олиги, описали его как «довольно умного человека, с которым легко разговаривать», «сдержанного» и «человека консенсуса, который никогда не повышает голос, который слушает всех и постоянно ищет компромисс», которого «очень ценят его люди».